# Tratado de Florencia (1801)
El armisticio de Foligno y el tratado de Florencia de 1801 fueron dos acuerdos de paz firmados entre Francia y el reino de Nápoles con la intermediación de Rusia, en el marco de las guerras napoleónicas. Forzado por la presencia militar francesa, Nápoles cedía algunos territorios en el Tirreno y aceptaba el ingreso de tropas francesas hacia sus puertos en el Adriático.

## Contexto

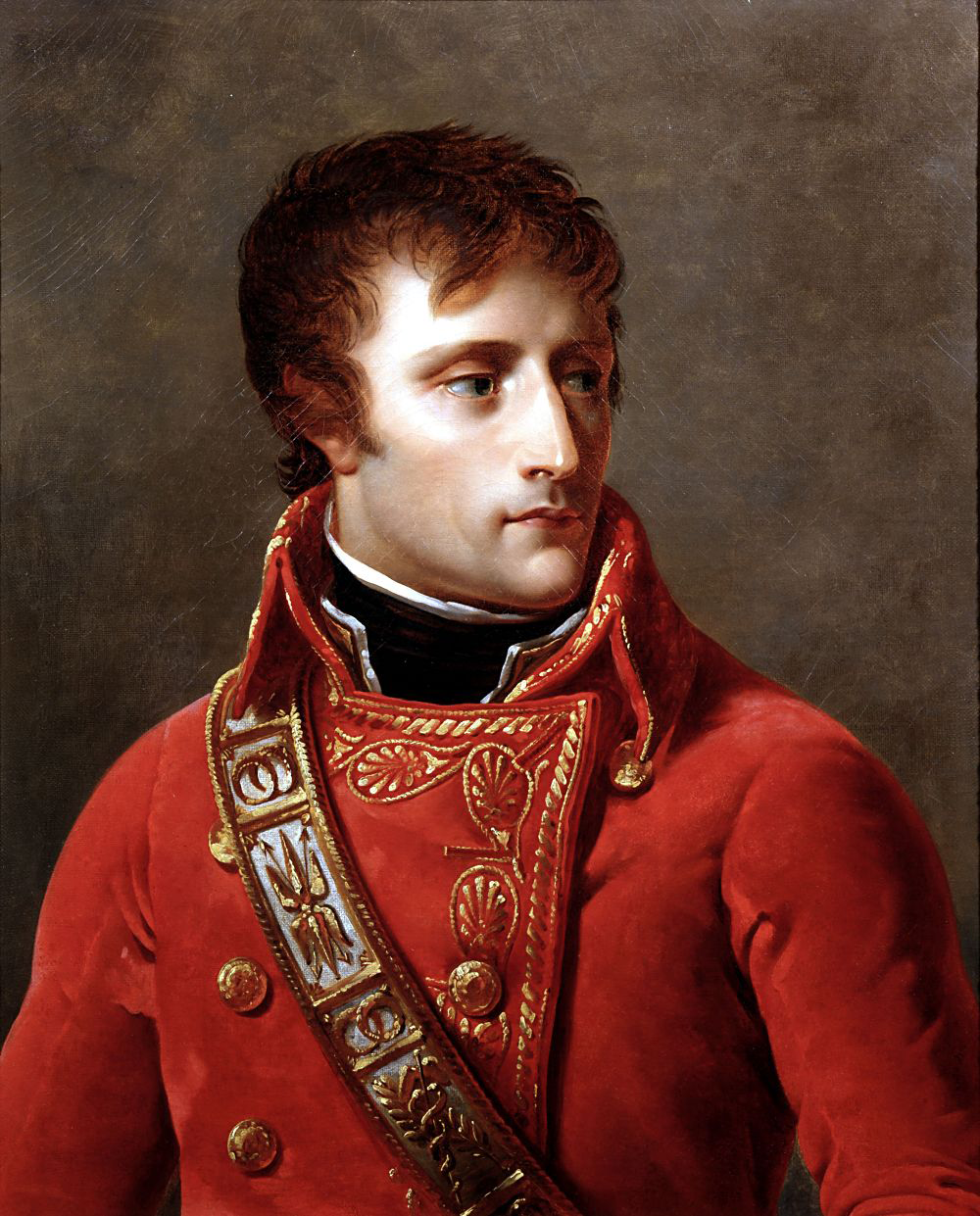
Napoleón I.

A principios del siglo XIX Francia, con Napoleón Bonaparte en el gobierno, se encontraba en guerra contra la Segunda Coalición formada por el Sacro Imperio Romano Germánico, Gran Bretaña, Portugal, el reino de Nápoles, Rusia y el Imperio otomano. España y Francia mantenían una alianza militar desde la firma del tratado de San Ildefonso de 1796.

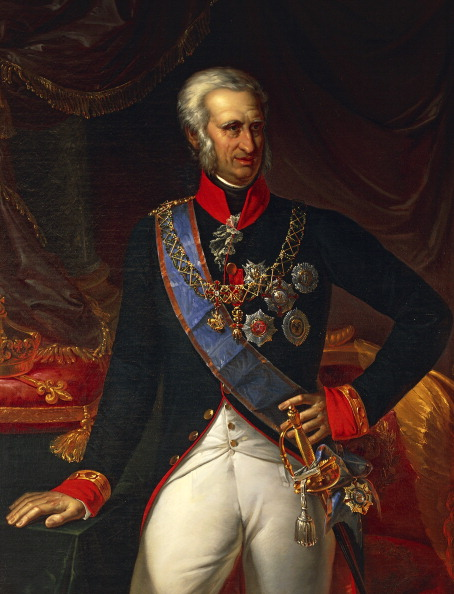
Fernando I de Nápoles.

Tras las victorias del ejército napoleónico en la campaña de 1800 en Marengo, Höchstädt y Hohenlinden, el 9 de febrero de 1801 el Sacro Imperio Romano firmó la paz con Francia mediante el tratado de Lunéville. Nápoles, que durante la guerra había contado con la ayuda del Sacro Imperio, quedó a merced del poderoso ejército francés.
Fernando I, rey de Nápoles y Sicilia, era hermano de Carlos IV de España, pero su parentesco no fue obstáculo para oponerse a la alianza hispano-francesa. La influencia de su esposa la reina María Carolina de Austria, de la familia real austriaca, provocó el alineamiento de Nápoles con la Segunda Coalición, junto al Sacro Imperio Romano. María Carolina era hermana de María Antonieta, reina consorte de Francia por su boda con Luis XVI hasta el derrocamiento y ejecución de ambos en 1793. El príncipe heredero del reino, Francisco, estaba casado con la archiduquesa de Austria María Clementina, hija del emperador Leopoldo II.

## Acuerdos

Reinos de Nápoles (naranja) y Sicilia (rojo claro).

### Armisticio de Foligno
Ante el avance del ejército francés del general Murat, el conde Roger de Damas, al mando de las tropas napolitanas, envió al coronel Micheroux a negociar un armisticio por un mes. Este acuerdo, preliminar del que se pactaría pocos días después, se firmó en Foligno el 9 de febrero.

### Tratado de Florencia
El tratado definitivo se firmó el 28 de marzo en Florencia con la intermediación del general ruso Lewaschef, enviado por el zar Pablo I a petición de María Carolina. Los puntos principales del acuerdo fueron los siguientes:
- Los reyes napolitanos Fernando y María Carolina seguirían en el trono.
- Nápoles cedería sus posesiones en la isla de Elba, Porto Longone, el principado de Piombino y los Presidios de Toscana a Francia.
- Las tropas napolitanas se retirarían de los Estados Pontificios.
- Los puertos napolitanos quedarían cerrados a los buques británicos y otomanos.
- Se permitiría el estacionamiento de tropas francesas en Bríndisi, Otranto, Tarento y Pescara.
- Liberación de los presos de ambos bandos.

## Repercusiones
El principado de Piombino y los presidios de Toscana serían anexionados al Reino de Etruria y cedidos al infante español Luis Francisco de Borbón-Parma, a cambio de la colonia española de Luisiana, según lo acordado en el tratado de San Ildefonso de 1800.
En mayo de 1801 el general francés Jean de Dieu Soult ocupó con diez mil soldados los puertos de Otranto, Tarento y Brindisi, facilitando así las comunicaciones con el ejército francés en Egipto. Tras la firma de la paz entre Francia y Rusia en octubre de 1801, las tropas francesas abandonarían temporalmente el territorio napolitano; en 1803 volverían a ocupar el país ante las amenazas de la flota británica.
El tratado de Florencia, junto con los tratados de Lunéville y Badajoz, la paz de París y el Concordato con los Estados Pontificios, en los que Francia ajustaba las paces con sus enemigos de la Segunda Coalición, culminaron en 1802 con la firma de la Paz de Amiens, terminando la guerra en Europa hasta 1805, año en que se reanudarían las hostilidades en la guerra francesa contra la Tercera Coalición.